# 1931 au Manitoba
Chronologie du Manitoba
- 1927
- 1928
- 1929
- 1930
- 1931
- 1932
- 1933
- 1934
- 1935

Cette page concerne des événements d'actualité qui se sont produits durant l'année 1931 dans la province canadienne du Manitoba.

## Politique
- Premier ministre : John Bracken
- Chef de l'Opposition :
- Lieutenant-gouverneur : James Duncan McGregor
- Législature :

## Naissances
- F. Ross Johnson (né en 1931 à Winnipeg)[1] est un homme d'affaires canadien, connu en tant que dirigeant de l'entreprise agro-alimentaire Nabisco[2] dans les années 1980[1].

- 26 mai : Sven Delblanc, né à Swan River au Canada et mort le 15 décembre 1992 (à 61 ans) à Sunnersta, Gottsunda Parish à Uppsala, est un écrivain suédois.